# 戦争と平和 非暴力から問う核ナショナリズム
『戦争と平和 非暴力から問う核ナショナリズム』（せんそうとへいわ ひぼうりょくからとうかくナショナリズム、War and Peace）は、2002年に公開されたインドのドキュメンタリー映画。アナンド・パトワルダンが監督を務め、1998年に実施されたインド・パキスタンの核実験及び両国のナショナリズムを題材にしており、核実験に対するインド政府とインド国民の反応を描いている。映画の後半では日本・アメリカ合衆国の核兵器に対する認識についても描かれている。上映を巡り、中央映画認証委員会から特定のシーンをカットするように要求されたことで裁判に発展した。2004年に国家映画賞 非長編映画賞を受賞している。

## ストーリー
映画は、1948年に発生したマハトマ・ガンディー暗殺事件から始まる。パトワルダンはナレーションを通して、アメリカが行った日本への原子爆弾投下、冷戦下の核兵器開発競争、1974年に実施されたインド初の核実験について言及する。彼はこれらの事柄について「社会主義の崩壊は偏狭の復活を見た。アメリカは、今や我々のロールモデルとなった」と説明している。その後、映画はインドの核ナショナリズムの解説を始め、1998年に核実験を実施したインド人民党のヒンドゥトヴァ、その後に起きた「国際平和行進」を始めとするサン・パリヴァルの活動家による反核運動を取り上げている。映画は、インド・パキスタンで台頭する宗教的過激主義も取り上げている。パトワルダンはパキスタンを訪れ、女学生など複数のパキスタン人に核兵器についてインタビューしている。映画の後半、パトワルダンは日本を訪れて被爆者をインタビューしており、その後アメリカのスミソニアン博物館を訪れて学芸員にもインタビューしている。同博物館のキュレーターはインタビューの中で、アメリカ合衆国議会が広島市への原子爆弾投下に関する展示会の実施を妨害・中止させたことや核兵器の影響について語っている。映画のラストではアメリカ同時多発テロ事件と事件に関するアメリカ国内の反応について取り上げている。

## 製作
1998年のインド核実験の後、パトワルダンは3年間かけて撮影を行った。映画は核実験とそれに付随するヒンドゥー・ナショナリズムの影響を取り上げようとしており、インド・パキスタン・日本・アメリカで撮影が行われた。映画はパトワルダンが監督、プロデューサー、撮影監督を務めている。

## 公開
中央映画認証委員会は公開に際し、パトワルダンに対して21のシーンをカットするように指示した。カットを指示したシーンにはガンディー暗殺事件やインド人民党指導部の批判に繋がるシーン、国民民主同盟政府で起きた国防省汚職事件を取り上げたテヘルカ誌のシーンや首相・議員の演説シーンが含まれていた。パトワルダンはこれらのシーンは政治的にセンシティブな問題であるため、委員会の指示を拒否した。そのため映画は1年間上映が認められなかったが、裁判の結果ノーカットでの上映が認められた。公開後、パトワルダンはドゥールダルシャンで映画がテレビ放送されるように再び訴訟を起こし、2005年6月にテレビ放送された。

## 評価
テヘルカ誌は映画を「インド映画の記念碑的出来事」と批評した。バラエティ誌は3時間近い上映時間を問題視し、「長ったらしく議論の余地がある」と批判したものの、「亜大陸における世界平和への脅威を鑑賞者に思い起こさせる非常に大きな関心と重要性を持っている」と称賛している。学者リンダ・ヘスは上映時間は長過ぎるが、内容の重要性と製作者のスキルは一見の価値があると批評している。彼女は映画のテーマにはインド政治における宗教的偏狭さと軍国主義の台頭、アメリカによって引き起こされた核兵器開発競争、暴力と非暴力があると指摘している。映画はインド・パキスタンの過激なイデオロギー対等の描写とガンディーの肖像を繰り返し多用しており、またパキスタンにおけるムスリムの集会（イスラム主義）、インドにおけるヒンドゥー教徒の集会（ヒンドゥトヴァ）を交互に取り上げている。彼女はさらに映画の複雑な描写はパトワルダンの皮肉とユーモアの表れであり、「彼の目と声は感傷的に非ず、彼の頭脳は鋭敏である」と批評している。